# Термінатор (астрономія)

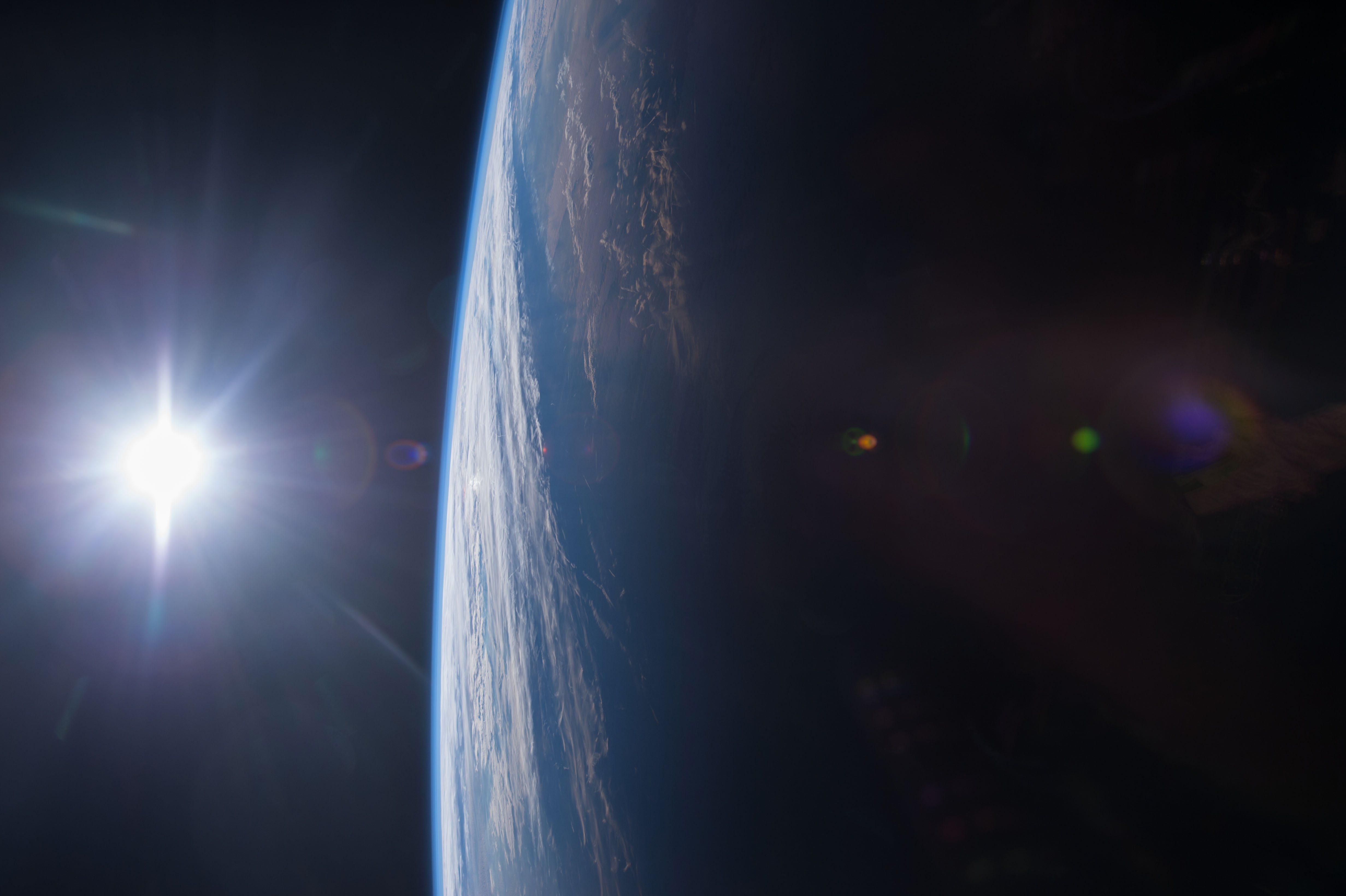
Термінатор Землі, видимий з космосу

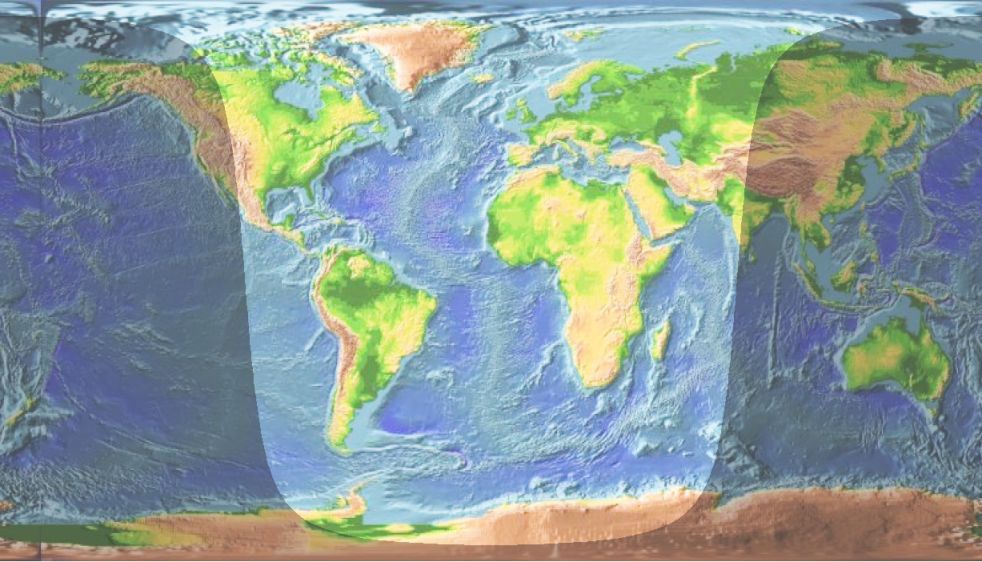
Карта світу з відміченим термінатором (у квітні)

Термінатор (від лат. terminare — обмежувати) — лінія, що відокремлює освітлену (денну) і неосвітлену (темну) частини небесного тіла. Термінатор визначається як геометричне місце точок на небесному тілі, в яких лінія, що проходить через центр Сонця, є дотичною до поверхні. Для сферичного небесного тіла термінатор є колом, і він проєктується не небесну сферу як дуга еліпса. Однак для тіл неправильної форми тепрмінатор теж може мати складну форму. На безатмосферних тілах перехід від світлої до темної зони на термінаторі є досить різким, натомість за наявності атмосфери перехід може бути більш повільним через розсіювання світла в ній. Спостерігач на термінаторі тіла, оточеного атмосферою, бачитиме сутінки.

## Термінатор Землі
На Землі термінатор є колом з діаметром приблизно рівним діаметру Землі. Через будь-яку точку на поверхні Землі за винятком полярних областей термінатор проходить двічі на день — на сході та на заході сонця. Через точку в полярній області термінатор проходить тільки в ті дні, коли в точці не триває полярний день або полярна ніч.
Термінатор рухається поверхнею Землі через обертання Землі навколо своєї осі. Його шлях змінюється залежно від пори року через обертання Землі навколо Сонця. Під час рівнодення термінатор майже збігається з меридіанами, а під час сонцестояння утворює з ними кут близько 23,5° до полюса.

### Швидкість руху термінатора на поверхні Землі
На екваторі, на плоских ділянках поверхні, термінатор рухається зі швидкістю приблизно 463 м/с. Ця швидкість може змінюватись біля перешкод, як-от високі гори, через створювані ними тіні. Швидкість термінатора зменшується з відділенням від екватора, а на полюсах його швидкість може бути нульовою.
З усіх видів транспорту, наздогнати термінатор на екваторі здатні лише надзвукові літаки, наприклад, реактивні винищувачі або надзвукові транспортні літаки Конкорд і Ту-144. Однак на високих широтах обігнати термінатор можуть і повільніші транспортні засоби. Обганяючи термінатор, спостерігач побачить, як сонце сходить на заході або заходить на сході.

### «Сіра лінія» і розповсюдження радіохвиль вздовж термінатора
Ефективність поширення радіохвиль є різною на денній та нічній сторонах іоносфери. Це пов'язано насамперед із тим, що D-шар, який поглинає високочастотні сигнали, швидко зникає на темному боці термінатора, тоді як E- та F-шари над D-шаром формуються довше. Через це вздовж термінатора іоносфера знаходиться в особливому проміжному стані, відомому як «сіра лінія».
Радіоаматори користуються умовами вздовж термінатора для здійснення зв'язку на великі відстані. Такий шлях поширення сигналу, який називається «сірою лінією», за сприятливих умов дозволяє зв'язуватись уздовж термінатора з приймачами на протилежному боці Землі — в антиподальній точці.

## Термінатор Місяця

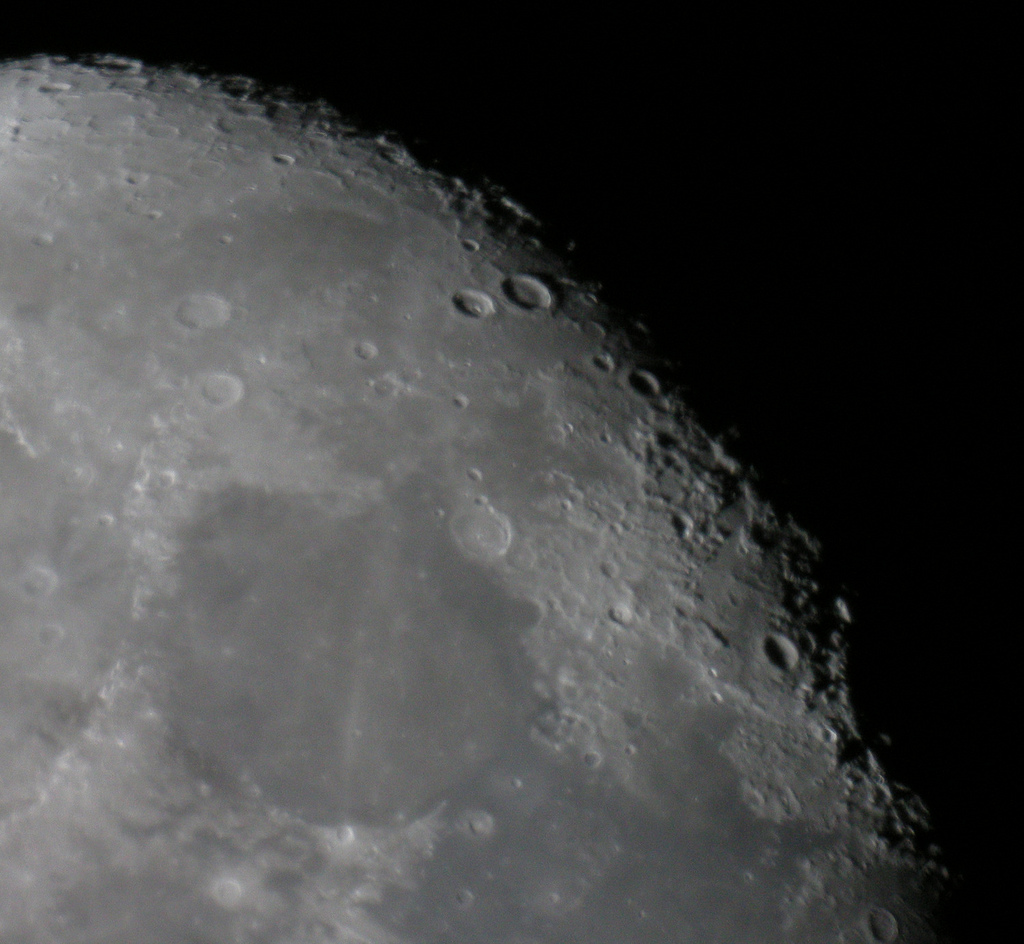
Термінатор Місяця

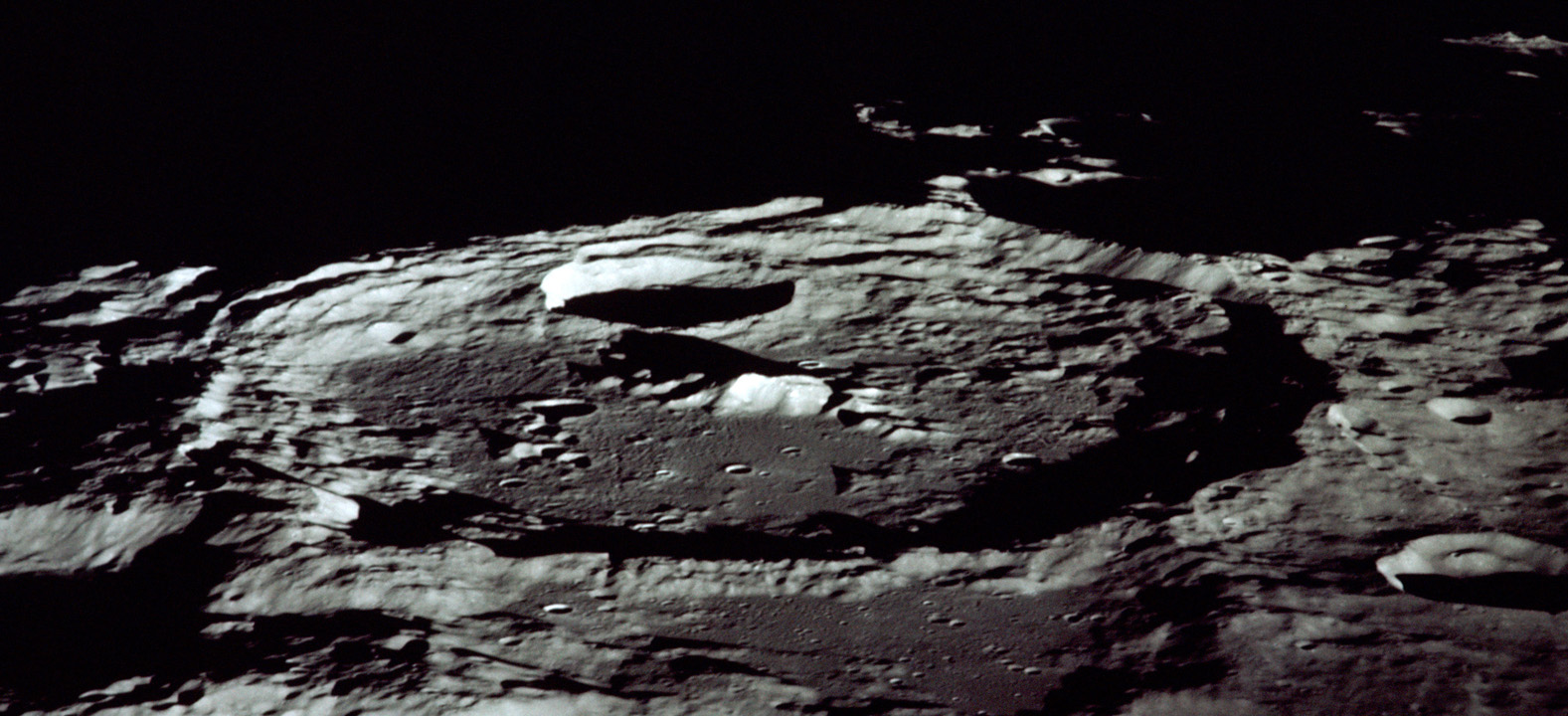
Місячний кратер Кілер на термінаторі, знятий з Аполлона-13

Термінатор Місяця — це границя між освітленою і темною півкулями Місяця. У першому наближенні термінатор є еліптичним, а його розташування визначає фази Місяця. Однак шорсткість поверхні Місяця робить форму термінатора складнішою.
Через низький кут падіння сонячного світла, біля термінатора тіні від кратерів та інших геологічних об'єктів витягуються, що робить їх більш помітними для наземного спостерігача. З цієї причини більшість фотографічних досліджень Місяця зосереджуються на освітленій області поблизу місячного термінатора, де глибокі тіні дозволяють гарно передавати місячний рельєф.
Низька швидкість обертання Місяця призводить до досить повільного руху термінатора поверхнею. На екваторі він рухається зі швидкістю 15,4 км/год, — з такою швидкістю може бігти по землі навіть людина.

## Наукове значення
Дослідження термінатора може дати інформацію про поверхню й атмосферу небесного тіла. Наприклад, наявність атмосфери робить термінатор розмитішим. Оскільки атмосфера містить частинки на значній висоті над поверхнею, Сонце може залишатися видимим для цих частинок навіть після того, як воно зайде за горизонт на поверхні. Ці частинки розсіюють світло, відбиваючи його частину в напрямку спостерігача, і небесне тіло здається світлим навіть після заходу Сонця на поверхні.
Зображення планетарного термінатора можна використовувати також для картографування топографії поверхні: положення вершини гори за лінією термінатора вимірюється, коли Сонце все ще (або вже) освітлює її, а підніжжя гори залишається в тіні.

## Галерея

Річні зміни лінії термінатора на заході сонця над центральною Європою.
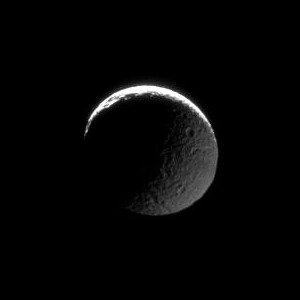
Два термінатори на Мімасі через підсвітку Сонцем і Сатурном.
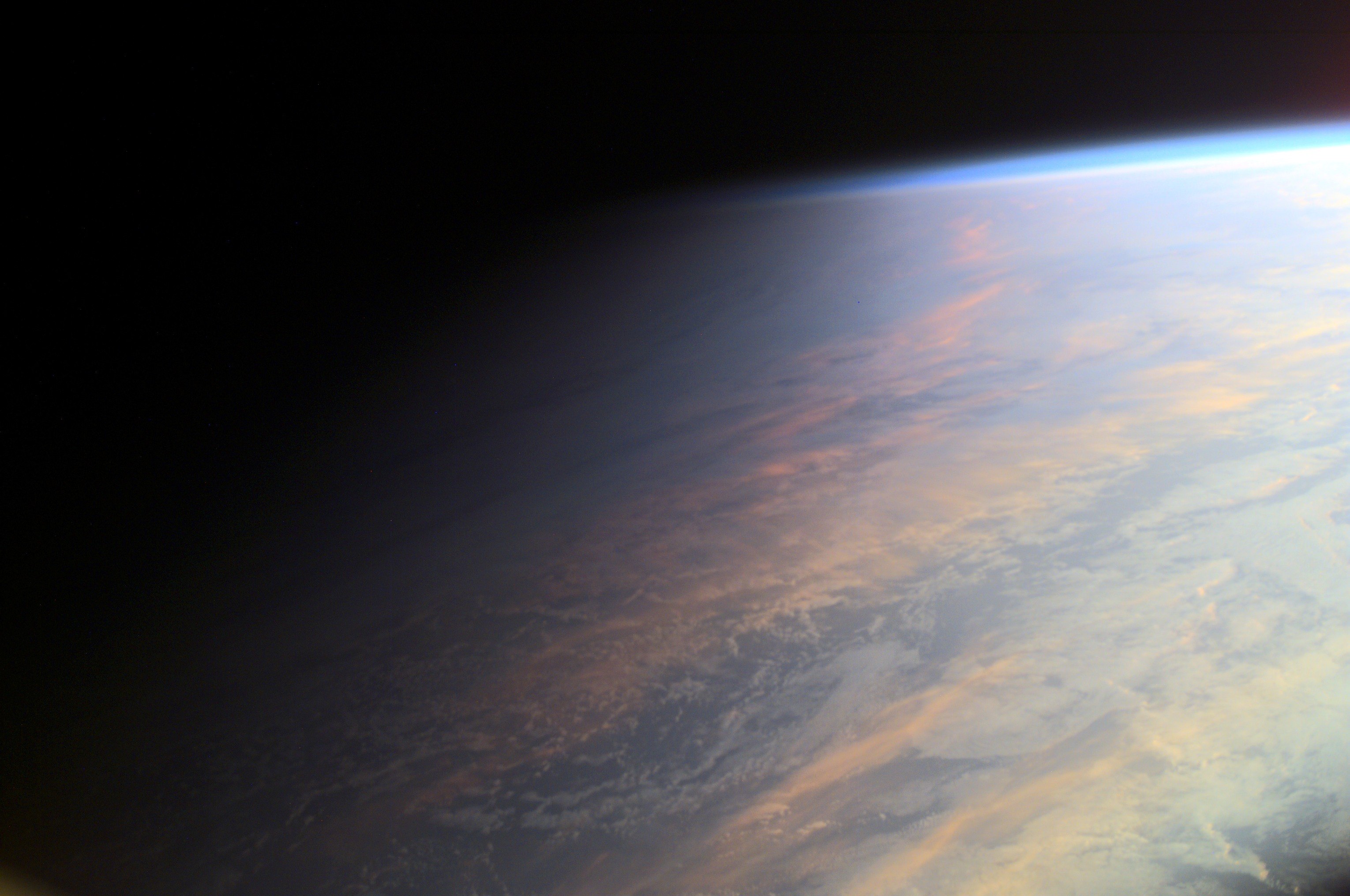
Термінатора на Землі, видимий з МКС. Його розмитість сприймається на поверхні як сутінки.
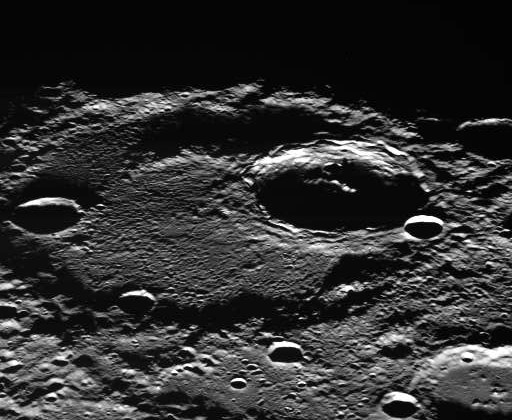
Кратер Бознанська біля термінатора Меркурія